# 貝爾蒙特 (聖卡塔琳娜州)

貝爾蒙特（葡萄牙語：Belmonte），位于巴西圣卡塔琳娜州，市长是Genesio Bressain。它位于南纬26º50'29"，西经53º34'32，截至2020年大概有居民2,709人。
26°50′29″S 53°34′32″W / 26.84139°S 53.57556°W